# 埃门丁根县
埃门丁根县（Landkreis Emmendingen）是德国巴登-符腾堡州的一个县，隶属于弗赖堡行政区，首府埃门丁根。

## 地理
埃门丁根县东面与黑林山-巴尔县，南面与布赖斯高-上黑林山县和弗赖堡市，西面与法国下莱茵省，北面与奥尔特瑙县相邻。奥特瑙县西面的莱茵河构成德国和法国的天然国界。

## 歷史
埃门丁根县於1803年成立，是巴登的一部分。經過不斷的邊界調整，在1936年成為現在的埃门丁根县。